# Chrósty (Opole)
Pour les articles homonymes, voir Chrósty.
Chrósty est une localité polonaise de la gmina de Pawłowiczki, située dans le powiat de Kędzierzyn-Koźle en voïvodie d'Opole.